# Hustířanský les
Hustířanský les este o arie protejată (arie specială de conservare — SAC, sit de importanță comunitară — SCI) din Republica Cehă întinsă pe o suprafață de 1,64 ha, integral pe uscat.

## Localizare
Centrul sitului Hustířanský les este situat la coordonatele 50°21′05″N 15°47′44″E / 50.351389°N 15.795556°E.

## Înființare
Situl Hustířanský les a fost declarat sit de importanță comunitară în noiembrie 2009 pentru a proteja 1 specie de plante. Situl a fost protejat și ca arie specială de conservare în iulie 2014.

## Biodiversitate
Situată în ecoregiunea continentală, aria protejată nu include niciun habitat protejat.
La baza desemnării sitului se află o specie protejată de  plante: papucul doamnei (Cypripedium calceolus).